# アンタルヤ空港
アンタルヤ空港（アンタルヤくうこう、トルコ語: Antalya Havalimanı、英: Antalya Airport）とは、トルコ共和国南西部アンタルヤ県の県都アンタルヤにある空港。市中心部より5km東にある。地中海の海岸にあり、トルコにおいて主要なリゾート地として人気が高いアンタルヤへ、国内外から観光客が訪れる空港である。

## 沿革
トルコのBayındırホールディングによって1996年より建設開始されたターミナル1（国際線専用）は、1998年4月1日に供用が開始された。
1999年、ドイツのFraport AGとBayındırは合弁会社を設立し国際線ターミナルの運営を行っている。現在は、また新しく建設されたターミナル2（国際線専用）と、国内線ターミナルがある。

### 主な出来事
- 2024年11月25日 - ロシアのアジムト航空の旅客機（スホーイ・スーパージェット100）が、着陸後にエンジンから出火。乗客89人と乗務員6人は無事避難[3]。

## 就航路線

### 国内線
| 航空会社                   | 就航地                                                                                              |
| -------------------------- | --------------------------------------------------------------------------------------------------- |
| ターキッシュ・エアラインズ | イスタンブール、イスタンブール/サビハ、アンカラ                                                     |
| アトラスグローバル         | イスタンブール、トラブゾン                                                                          |
| オヌル航空                 | イスタンブール                                                                                      |
| ペガサス航空               | イスタンブール/ザビハ、アンカラ、アダナ、トラブゾン、ディヤルバルク、エラズー、マラティヤ、カイセリ |

### 国際線
| 航空会社                    | 就航地 |
| --------------------------- | --- |
| ターキッシュ・エアラインズ  | モスクワ/ヴヌーコヴォ、バグダード、アルビール、テルアビブ/ベングリオン、ジッダ、リヤド、クウェートシティ、アンマン、アルジェ |
| アトラスグローバル          | ヌルスルタン、アルマトイ、カラガンダ、モスクワ/シェレメーチエヴォ、サンクトペテルブルク、ニコシア、バグダード |
| ペガサス航空                | フランクフルト、ミュンヘン、デュッセルドルフ、ベルリン/シェーネフェルト、ケルン、ハノーファー、ニュルンベルク、シュトゥットガルト、エアフルト、ザールブリュッケン、アムステルダム、ジュネーヴ、ストックホルム/アーランダ、コペンハーゲン、ニコシア、テルアビブ/ベングリオン、アンマン                                 |
| サンエクスプレス            | パリ/CDG、リヨン、フランクフルト、ミュンヘン、デュッセルドルフ、ベルリン/テーゲル、ケルン、ハノーファー、ライプツィヒ、ニュルンベルク、シュトゥットガルト、ハンブルク、ミュンスター、パーダーボルン、ザールブリュッケン、アムステルダム、チューリッヒ、ユーロエアポート、ウィーン、コペンハーゲン、オールボー、ビルン |
| オヌル航空                  | ケルン、ブレーメン、シュトゥットガルト、モスクワ/シェレメーチエヴォ、エカテリンブルク |
| エア・アスタナ              | アスタナ、アルマトイ |
| イージージェット            | ロンドン/ガトウィック、ロンドン/ルートン、マンチェスター |
| モナーク航空                | ロンドン/ガトウィック |
| トーマス・クック航空        | ロンドン/ガトウィック、ロンドン/スタンステッド、バーミンガム、マンチェスター、ニューカッスル、グラスゴー、イーストミッドランド、ブリストル |
| Jet2.com                    | ロンドン/スタンステッド、マンチェスター、ニューカッスル、グラスゴー、リーズ、ブリストル |
| ルフトハンザドイツ航空      | ミュンヘン |
| TUIフライ・ドイッチュラント | フランクフルト、ミュンヘン、デュッセルドルフ、ケルン、ハノーファー、シュトゥットガルト |
| コンドル航空                | フランクフルト、ミュンヘン、デュッセルドルフ、ベルリン/シェーネフェルト、ハノーファー、ライプツィヒ、シュトゥットガルト、ハンブルク |
| ジャーマンウイングス        | ベルリン/テーゲル、ケルン、ハノーファー |
| ユーロウイングス            | ケルン、シュトゥットガルト |
| ゲルマニア                  | ブレーメン、ドレスデン、フリードリヒスハーフェン、ロストック、ミュンスター |
| トランサヴィア              | アムステルダム、アイントホーフェン |
| アエロフロート・ロシア航空  | モスクワ/シェレメーチエヴォ、サンクトペテルブルク |
| ヤクーツク航空              | モスクワ/ヴヌーコヴォ |
| VIM航空                     | サンクトペテルブルク |
| ウラル航空                  | エカテリンブルク |
| オーストリア航空            | ウィーン |
| フィンエアー                | ヘルシンキ |
| ノルウェー・エアシャトル    | オスロ、ベルゲン |
| スマートウィングズ          | プラハ、ブルノ、オストラヴァ |
| ルクスエア                  | ルクセンブルク |
| ウィンドローズ航空          | キエフ/ボルィースピリ |
| TUIフライ・ベルギー         | オーステンデ |
| アゼルバイジャン航空        | バクー |
| イラク航空                  | バグダード、アルビール |
| ロイヤル・ヨルダン航空      | アンマン |

## 統計

### 利用者数
元のウィキデータクエリを参照してください.